# 이영미 (가수)
이영미는 대한민국의 가수다. 2014년 싱글 앨범 [J.F1RST]로 데뷔했다.

## 방송
- 경인방송 행복한 10시 이용입니다
- 콘테스트M (2020) - 동상(5위)

## 음반
- J.F1RST (2014)
- 통기타 명작 포크 발라드 (2017)
- 70,80 포크 발라드 카페명작 1, 2집 (2018)
- 70,80 포크 발라드 카페명작 3, 4집 (2018)